# Scincella vandenburghi
Scincella vandenburghi là một loài thằn lằn trong họ Scincidae. Loài này được Schmidt mô tả khoa học đầu tiên năm 1927.